# Vilobí del Penedès
Vilobí del Penedès là một đô thị trong ‘‘comarca’’ Alt Penedès, Barcelona, Catalonia, Tây Ban Nha.

## Biến động dân số
| Biến động dân số của Vilobí del Penedès từ năm 1842 đến năm 2006 |      |      |      |      |      |      |      |      |      |      |      |      |      |      |      |
| 1842                                                             | 1860 | 1877 | 1887 | 1900 | 1910 | 1920 | 1930 | 1940 | 1950 | 1960 | 1970 | 1981 | 1991 | 2001 | 2006 |
| 236                                                              | 839  | 1024 | 1074 | 949  | 1001 | 1080 | 1054 | 1071 | 1098 | 1022 | 1003 | 772  | 815  | 917  | 1033 |